# Riflessività
La riflessività in sociologia è un fenomeno che ha luogo in un sistema sociale quando l'auto-analisi di un attore o l'analisi da parte di un teorico ed i relativi sviluppi o modifiche della teoria e delle credenze influiscono sul sistema in esame trasformandolo.  
L'effetto è analogo al principio di indeterminazione di Heisenberg relativo alle scienze fisiche. La riflessività è un serio problema metodologico nelle scienze sociali e pone rilevanti questioni circa la possibilità della natura stessa delle scienze sociali. 
Il tema è stato trattato da numerosi teorici, tra cui Max Weber, Karl Popper (in filosofia) e George Soros (in economia).